# Léon d'Ambracie
Léon d'Ambracie (grec ancien : Ἀμβρακιώτῃ Λέοντι) est un athlète grec originaire de la cité d'Ambracie.

## Jeux olympiques
Il termina deuxième du stadion lors des 96e Jeux olympiques, en 396 av. J.-C. Il déposa réclamation contre le premier Eupolémos d'Élis et les juges, Éléens eux aussi.
La course avait en effet été très serrée. Deux des trois hellanodices, tous originaires d'Élis, avaient attribué la victoire à Eupolémos ; le troisième avait désigné Léon d'Ambracie. Celui-ci fit appel auprès du Conseil olympique, accusant les juges de s'être laissés corrompre financièrement. La victoire fut conservée à Eupolémos,,,. C'est en effet sa statue que Pausanias décrit sur l'Altis,,.
Cependant les deux juges ayant décidé en faveur d'Eupolémos durent payer une amende,,. Il est possible que celle-ci ait été reversée à Léon d'Ambracie, en guise de compensation mais son montant n'est pas connu. Les amendes infligées aux athlètes étaient souvent très élevées, celles des arbitres pourraient aussi l'avoir été,. Ce verdict du Conseil olympique surprend, mais il est possible que celui-ci n'ait pas eu la possibilité de revenir sur une décision des arbitres, probablement pour des raisons religieuses, puisque les vainqueurs étaient considérés comme ayant été choisis par les dieux.
L'accusation de corruption portée par Léon d'Ambracie pose elle aussi problème. Si elle avait été avérée, Eupolémos d'Élis aurait été lui aussi condamné à une amende, or cela ne semble pas avoir été le cas.